# Maria Wallhager
Gunilla Maria Wallhager, född 11 april 1959 i Brännkyrka församling i Stockholm, är en svensk folkpartistisk politiker. Mellan 2002 och 2010 var hon landstingsråd i Stockholms läns landsting, bland annat som biträdande finanslandstingsråd med ansvar för landstingets egen sjukvårdsproduktion samt personallandstingsråd (2006-2010). Åren 2002–2006 var hon landstingsråd i opposition och bland annat andre vice ordförande i Storstockholms Lokaltrafik (SL). Wallhager var under 2003–2011 förbundsordförande för Folkpartiet i Stockholms län. Hon har tidigare arbetat som distriktssköterska och är dessutom utbildad revisor.